# ختان قسري
الختان القسري هو ختان الذكور من دون موافقتهم. يستخدم المصطلح في سياق الكتاب المقدس، خاصة فيما يتعلق بمجادلات القديس بولس ضد الختان القسري للمسيحيين الأغيار. وقعت عملية الختان القسري بين البالغين في نطاق واسع من الحالات، أبرزها التحويل الإجباري لغير المسلمين إلى الإسلام، وختان رجال قبائل تيسو، وتوركانا، ولوو في كينيا، وكذلك اختطاف الصبية المراهقين في جنوب إفريقيا للمدارس المسماة بمدارس الختان (مدارس الأدغال). يسمح العرف في جنوب إفريقيا بالختان القسري، لغير المختونين من الرجال متحدثي لغة خوسا، الذين تخطوا سن الختان (بمعنى آخر 25 عام أو أكبر).

## التاريخ والختان القسري المعاصر

### المملكة الحشمونية (140 قبل الميلاد - 37 قبل الميلاد)
يروي سِفر المكابيين الأول قصة متتيا الكاهن الذي ختن قسراً، أبناء اليهود الذين تخلوا عن هذه الشعيرة. الختان القسري، للوثنيين، الذي قام به اليهود موثق من القرن الثاني قبل الميلاد. غزا يوحنا هركانوس إدوم، والتي دعاها الرومان إدوميا، وتم تحويل الأدوميون إلى اليهودية. كان الختان مطلوباً من الأدوميين، كرمز لقبولهم اليهودية، كما ذكر يوسيفوس فلافيوس:
«غزا هركانوس أيضاً المدن الأدومية، دورا وماريسا، وأخضع جميع الأدوميين وسمح لهم بالبقاء في بلدهم، إذا ختنوا أعضائهم التناسلية، واستفادوا من قوانين اليهود. ولرغبتهم الشديدة في العيش في بلد أجدادهم؛ رضخوا لاستخدام الختان، وبقية طرق عيش اليهود، ومنذ حدث ذلك أصبحوا يهود».
يختلف العلماء حول تفسير المصادر.على سبيل المثال، يعتقد ستيفن وايتزمان أن الأدوميون خضعوا للختان القسري لأسباب سياسية وليست دينية. وفقًا للبروفيسورشاي كوهين، «إدعاء بطليموس أن الأدوميون أُجبروا على الختان وتبني الطرق اليهودية، هو سرد مبسط لما مر به الأدوميون».
خلال فترة الحكم القصيرة للإبن الأكبر لهركانوس، أريستوبولوس 1 (104-103 قبل الميلاد)، سيطر الحشمونيون على الجليل. في هذه الحالة أيضاً، تشير المصادر أن السكان تعرضوا للختان القسري. تشير الدلائل الأثرية إلى أنه خلال تلك الفترة، هرب الوثنيون من الجليل لتجنب الختان القسري.

### الإمبراطورية الرومانية
اعتبر الرومان واليونانيون أن الختان بمثابة تشويه للأعضاء التناسلية الذكرية، لكن هذه العادة لم تُناقَش إلا قليلاً في المصادر الأدبية الرومانية حتى القرن الثاني من العصر المسيحي. كان هناك جدل حول الختان في المسيحية المبكرة، لكن مجلس أورشليم وجد الحل لهذا الأمر، حوالي عام 50 بعد الميلاد، حيث أوضحوا أن ختان الوثنيين الذين تحولوا إلى المسيحية غير مطلوب.
يروي يوسيفوس -الذي غيَر ولاؤه من اليهود إلى الرومان الفلافيين- أن اثنان من الضباط الرومان الذين لجأوا لدى الجليليين خلال الحرب مع روما (أوائل عام 67 بعد الميلاد)، تعرضوا للضغط من أجل اعتناق اليهودية. يوسيفوس الذي صرَح بأن«كل شخص يجب أن يعبد الإله وفقاً لما يمليه عليه ضميره» ادّعى أنه أنقذ شخصين وثنيين من الختان القسري.
بعد الحرب اليهودية الرومانية الأولى، فُرضت ضريبة رأس، (Fiscus Judaicus أو الضريبة اليهودية) على كل اليهود. وفقاً لسويتونيوس، فقد فرض دوميتيان، (حوالي عام 90)، ضريبة على المختونين حتى وإن ادّعوا أنهم ليسوا يهود. أُعدِم تيتوس فلافيوس كليمنس (القنصل) عام 95 لتبنيه العادات اليهودية.
خفف الإمبراطور نيرفا الضريبة اليهودية، وطبقها فقط على الذين أعلنوا أنهم يهود. في وقت ما بين عامي 128 و 132 بعد الميلاد، يبدو أن الإمبراطور هادريان حظر الختان مؤقتاً.
أعفى أنطونيوس بيوس اليهود، والقساوسة المصريين من الحظر، ويقول أوريجانوس (حوالي عام 253) أنه في ذاك الوقت، كان مسموح لليهود فقط بممارسة الختان.
خلال حكم قسطنطين، أول إمبراطور مسيحي، حررت التشريعات أي عبد تعرض للختان، وفي عام 339،  كان الإعدام عقوبة ختان العبيد.
بالرغم من أن الأدباء الإغريق الرومان رأوا أن الختان سمة مميزة لليهود، إلا أنهم اعتقدوا أن الممارسة نشأت في مصر، وسجلوها بين الشعوب التي حددوها بأنها، عربية، وسورية، وفينيقية، وكولخيون، وإثيوبيين. الختان كان علامة «الآخر».
قد يختن يهود الشتات عبيدهم الذكور، وكذلك المعتنقون الجدد من الذكور، والذكور الرضع اليهود.
وفقاً لكاثرين هيزر، فإنه سؤال مفتوح عما إذا كان يهود العصور القديمة المتأخرة قد امتنعوا عن ختان عبيدهم الوثنيين قسراً، وعما إذا كان الرومان قد تجنبوا بيع عبيدهم لليهود، كرد فعل على الحظر.
المشناه (جمعت حوالي عام 200) صامتة تماماً فيما يخص هذه المسألة، بينما تشير تفسيرات الحاخام إسماعيل (التي كتبت في نهاية القرن الرابع أو في وقت لاحق) إلى أن اليهود ربما امتلكوا عبيد غير مختونين.

### آسيا وشمال إفريقيا
تتردد أصداء التحويلات القسرية والتي تنطوي على الختان القسري، في مجموعة شاسعة من الأدبيات العلمية التي تغطي تاريخ الإسلام بأكمله. استنتج العلماء أنه خلال فترة الفتح الإسلامي للشرق الأوسط وشمال إفريقيا، لم يلعب التحويل القسري للإسلام عن طريق العنف أو التهديد بالعنف دوراً رئيسياً. ومع ذلك، فإن الضرائب واللوائح التي تطلبت من أصحاب المناصب الرفيعة المستوى أن يصبحوا مسلمين، اعتبرت شكلا من أشكال التحويل القسري.

### جنوب آسيا
احتجز حيدر علي، والسلطان تيبو 7000 جندي بريطاني في قلعة سيرانغابتنام، في أعقاب معركة بوليلور عام 1780. أكثر من 300 من بين المحتجزين تعرضوا للختان القسري. كتب كرومويل ماسي -الذي احتفظ بمذكرات سرية خلال الأسر- «لقد فقدت بهذا الختان، كل مميزات الرجل المسيحي الإنجليزي، التي كانت وستظل مجدي الأعظم».
بالإضافة إلى ختانهم قسرياً، أُجبِر الأسرى المراهقين على ارتداء الملابس النسائية. انتقم جايمس بريستو، جندي المدفعية المراهق، لنفسه بأن ختن الكلاب، معتقداً أن ذلك سيؤذي مشاعر الحراس المسلمين الدينية. احتمالية العقاب لم تردعه لأن «إجبارنا على الخضوع لتلك العملية المقيتة، كان فعلاً عدوانياً، بربري وخسيس، واستحال علينا أن نفكر فيه بهدوء». طبقاً لرواية أحد الناجين.
يؤكد  جايمس سكاري -سجين حرب أيضاً- في كتابه (The Captivity, Sufferings, and Escape of James Scurry) أن الجنود الإنجليز، والكاثوليك المانغلوريين، ومساجين آخرين، تعرضوا للختان القسري.
عندما عاد تيبو عام 1784 من مانغالور، أحضر معه عشرات الآلاف من الكاثوليك المانغلوريين من كانارا وأخضعهم للختان القسري. يمكن تتبع أصل المثل الهندي، "Mar-mar ke Musalman bana" بمعنى «اصنع مسلماً بالضرب المتكرر» إلى التحويل القسري للهندوس.
طبقاً لكاتيفا دايا، فإن الختان القسري، وحلاقة شعر الوجه والرأس (للرجال السيخ)، وحلاقة شعر البراهمين التقليدي القصير المظفر (على رأس أصلع)، كانت كلها أساليب تحويل المسلمين الروتينية للرجال والأولاد، أثناء تقسيم الهند عام 1947.
أفادت آسيا نيوز عام 2004، أن لجنة العدل والسلام في لاهور هاجمت ما يتعرض له رجال غير مسلمين في باكستان من تحويل وختان قسري ضد إرادتهم. وفي عام 2005، ناقشت جريدة جلف تايمز قضية ختان قسري لأولاد نيباليين في مومباي، في سياق تجارة الجنس في مدن هندية كبرى.

### العراق
لا يمارس المندائيون العراقيون الختان، المقيمون حصراً تقريباً في بغداد والبصرة. ومع ذلك لم تمنع حساسيتهم الدينية تجاه هذا الأمر الحكام العدائيون من تعريض الرجال والأولاد المندائيون للختان القسري. تعرضت المجتمعات المندائية، خاصةً بعد غزو العراق، «للقتل، والاختطاف، اولاغتصاب، والتحويل الإجباري، والختان القسري، وتدمير ممتلكاتهم الدينية».
بعد سقوط نظام صدام حسين بفترة قصيرة، عام 2003 في العراق، وجهت أوامر تحت تهديد السلاح، إلى العائلات الخمسة وثلاثين، الذين يشكلون المجتمع المندائي في الفلوجة، بأن يعتنقوا الإسلام، وتم ختان الرجال قسرياً.
استمعت اللجنة الأميركية للحريات الدينية الدولية عام 2007، إلى شهادات تفيد بأن: «التحويل الإجباري يحدث بدرجة مثيرة للقلق. يتم اختطاف الأولاد ويختنون قسرياً -وهو خطيئة كبرى في الديانة المندائية- ويجبرون على التحويل للإسلام».
بعد خروج المسيحيين من الموصل، والإيزيديون من جبل سنجار، عام 2014، ذكرت مصادر أن الختان القسري يحدث من قبل تنظيم الدولة الإسلامية (داعش).

### الأناضول

#### الإمبراطورية العثمانية
هناك روايات عن أولاد مسيحيون تم اختطافهم وختانهم قسرياً حتى في القرن التاسع عشر. أليكساندروس كيتوس، ولد يوناني عمره 9 سنوات، ومجموعة أخرى من الأولاد الصغار، اختطفهم الجنود العثمانيون وباعوهم مع العبيد في مصر، تعرضوا جميعهم للختان ضد إرادتهم. من الثابت أنه قبل وخلال الإبادة الجماعية للأرمن، كان التحويل الإجباري -ويشمل الختان القسري- أمراً متكرر الحدوث للرجال والأولاد الأرمن. "في حالات كثيرة، تم إعفاء الأطفال الصغار من الترحيل وأخذهم الأتراك المحليون من عائلاتهم. أُجبِر الأطفال على التنديد بالمسيحية واعتناق الإسلام، وتسميتهم بأسماء تركية. بالنسبة للأولاد الأرمن، التحويل الإجباري كان يعني أنهم سيضطرون إلى تحمل الختان المؤلم الذي تنص عليه العادات الإسلامية.

#### تركيا
خلال أعمال شغب إسطنبول (بوغروم اسطنبول) التي حدثت في سبتمبر عام 1955، "تعرض للختان القسري العديد من الرجال اليونانيين من بينهم على الأقل قس واحد." هاجرت الأقلية اليونانية من تركيا، نتيجة لأعمال الشغب. صدر تقرير عام 2002، يفيد بأن مجندين الجيش غير المسلمين في تركيا تم تهديدهم بالختان القسري. منحت ألمانيا حق اللجوء لشاب تركي مسيحي عام 1991، كان قد هرب من الختان القسري في قوات الجيش التركي".
تعرض اليزيديون (وليسوا جميعهم مختونين) لاضطهاد مباشر من الدولة لسنوات في تركيا، بما في ذلك التعليم الديني الإلزامي في المدرسة، والتحويل الإجباري، والختان القسري، وسوء المعاملة خلال فترة الخدمة في الجيش. صدر تقرير عام 1999 عن الختان القسري للرجال الإيزيديين في كردستان تركيا.

### العالم العربي
ظل جون رولينز يبحر لمدة 23 عام دون أي حوادث، حتى تعرض للاختطاف هو وطاقمه، عام 1621، من قِبل قراصنة من الساحل البربري لشمال إفريقيا. ذكر رولينز لاحقاً، أنه بعد أخذهم إلى الجزائر، «بالقوة والتعذيب، أجبر اثنان من الشباب على أن يصبحوا أتراك»، وهذا يعني أنهم وقعوا تحت وطأة الختان القسري. تمكن ولينز من العودة إلى الوطن عام 1622، بعدما نظم تمرد ناجح. ادعى الراهب البرتغالي جاونو دوس سانكتوس، أنه خلال 1620، أكثر من 900 عبد مسيحي أجبروا على التحويل للإسلام، «بالإضافة إلى 50 صبي يختنون سنوياً ضد إرادتهم».

### إندونيسيا

#### جزر مالوكو (جزر الملوك)
تعرض الآلاف من المسيحيين للختان القسري في جزر الملوك، من ديسمبر 1999 وحتى يناير 2001. ذكرت صحيفة سيدني مورنينج هيرالد هذا الأمر بالتفصيل، وصرحت أن أغلب القرويين الذين تحولوا للإسلام عنوة -وعددهم 3982- تعرضوا للختان. واستخدمت الأمواس والسكاكين مرات عديدة مما تسبب بالعدوى. أحد الذين ختنوا، يدعى كوستانتينوس إدي قال: «لم أستطع الهرب، أمسك أحدهم  الجلدة المراد إزالتها بين قطعتي خشب، بينما قطعها الآخر بالموس، وأمسك الرجل الثالث رأسي للخلف، استعداداً لسكب الماء في حلقي إذا صرخت. لكني لم أستطع كتمان صريخي، وصب الماء بالفعل. ظللت أصرخ بصوت عال، واتقيأ. لم استطع تحمل الألم.» وأضاف أن أحد رجال الدين تبول على جرحه، قائلاً أن هذا يمنع العدوى. أفادت سيدني مورنينج هيرالد، أن القادة المسلمين المعتدلين أدانوا التحويل الإجباري والختان القسري، لأن هذا مخالف للتعاليم الإسلامية. وكان قد حقق الحاكم المحلي في هذه الحوادث.

### إفريقيا جنوبي الصحراء

#### إثيوبيا
يروي ماركو بولو في رحلاته، عن ملك إثيوبيا المسيحي الذي انتقم من سلطان عدن، لأنه ختن أسقف قسرياً.

#### كينيا
تمارس معظم القبائل في كينيا الختان. الاستثناء الأكبر بينهم، رجال قبيلة لوو في غرب كينيا، ولهذا السبب، تعرضوا بانتظام للختان القسري. أمر مفوض الحي قوات الشرطة، باتخاذ إجراءات صارمة ضد الجراحين التقليديين الذين يشاركون في عمليات الختان القسري، وذلك في أعقاب حادث عنيف وقع في بوتيري/ منطقة مومياس في أغسطس 2002. أعلنت اللجنة الكينية لحقوق الإنسان، في نوفمبر 2005، أنها ستسعى لمقاضاة السياسيين الذين حرضوا على هذا العنف.
قال أحد الوزراء ذات مرة، «ينبغي أن نأخذ الذين لم يختنوا، لحفل ختان» وذكرت اللجنة أن هذا كان بمثابة تحريض على العنف.
أصبح الختان قضية بين الرئيس مواي كيباكي-من شعب  الكيكويو- وخصمه المرشح رايلا أودينجا -من لوو- خلال الانتخابات المتنازع عليها في أواخر يناير عام 2008. " حقيقة أن أودينجا غير مختون صارت قضية، اعتبره بعض من الكيكويو،  طفل غير جدير بالحكم لأنه لم يمر بالختان.
قيل أن عنف ما بعد الانتخابات ركز على العداوات القبائلية، وتضمن العديد من حالات الختان القسري. أفادت أ.ف.ب  عن تجربة رجل كيني: "دخل ثمانية رجال يحملون سكين، وسألوا عن بطاقة هويتي (ليحددوا أي قبيلة ينتمي إليها). جرحوني، وختنوني بالقوة. صرخت كثيراً وطلبت المساعدة. اشتكى الرجل أن الشرطة تركته في بركة من الدماء، وأخذوا الأسلحة التي تركتها عصابة كيكويو.
وفي مالابا، غرب كينيا، تعرض رجل عمره 21 عام  من قبيلة تيسو للتخدير، واقتاده مجموعة من رجال بوكوسو للفندق حيث لطخوا جسمه بدقيق مخمر وأرادوا أن يختنوه، حين تدخلت الشرطة.
وافق رجل تيسوعلى عملية ختان طبي، لكنه أدان شباب بوكوسو لأنهم حاولوا فرض ثقافتهم على التيسو. قبل ذلك بثلاثة أسابيع، سلح جيران القرية في موقع إيدومورو الفرعي في شمال تيسو، أنفسهم بالهراوات، ومنعوا رجل عمره 35 عام من التعرض للختان قسراً.

### جنوب إفريقيا
كان هناك امرأة يخشاها الناس في مقاطعة فال تراينجل في جنوب إفريقيا، عام 1999، والتي سيطرت على عصابة من خاطفي الشباب الصغار، وتختن الأولاد قسراً، وتبتز الفدية من ذويهم  للإفراج عنهم. قال ضابط محلي أن ما يقرب من عشر مراهقين اختطفوا يوميا. في عام 2004، تعرض شاب عمره 22 عام، متحول للديانة الراستافارية، للخطف والختان قسراً من قبل مجموعة من أقاربه، وشيوخ قبيلة الخوسا.
تعرض نكيبا كيكيسو البالغ من العمر 45 عام، للإيقاع به والختان ضد إرادته، في ديسمبر 2004.
وجاء في التقرير المنشور في كيب آرجوس Cape Argus: "تسمح ثقافة الخوسا للأشخاص بختان الأولاد قسراً، الذين يعتبروا قد تجاوزوا سن البدء. تسبب إجبار الأشخاص على الخضوع للطقوس القديمة، بالقلق لمنظمات حقوق الإنسان، في الآونة الأخيرة.عارض رجلان من معتنقي الديانة الراستافارية الختان لأسباب دينية، وهو ما أثار جدلاً حول ما إذا كان يجب السماح للتقليديين بإجبار الأشخاص ضد إرادتهم على الذهاب للأدغال والخضوع لمراسم البدء.
على الرغم من أنه كان مختون طبياً ، تعرض رجل مسيحي من الخوسا، للختان مرة ثانية من قبل والده وقادة مجتمعه عام 2007. وقد وجه إليهم الاتهام بالتمييز غير العادل ضده على أساس معتقداته الدينية، طالباً الاعتذار من والده وكونجرس الزعماء التقليديين لجنوب إفريقيا. وفي التسوية التي توصلوا إليها، التي صدرت بأمر من محكمة المساواة، وافق كونجرس الزعماء التقليديين على حقوق الذكور البالغين في اختيار إذا ما أرادوا حضور مدارس الختان التقليدية تبعاً لمعتقداتهم الدينية. واعتذروا عن تعليقات  رئيسهم السابق التي شجعت على نبذ المراهقين الذين رفضوا الخضوع للختان التقليدي. أعلن القاضي، «ما يهم وفقاً للدستور والقانون أنه لا يمكن إجبار أحد على الخضوع للختان دون موافقته».
وفقاً للصحف في جنوب إفريقيا، أصبحت تلك المحاكمة "علامة فارقة فيما يخص قضية الختان القسري. "أمرت المحكمة العليا في أكتوبر 2009، أنه في جنوب إفريقيا، الختان غير قانوني إذا لم يتم بموافقة من سيخضع له.
وفقا لتمبيلا كيبى، يزعم القادة التقليديون أن حظر الختان القسري يمثل «انتهاكا للحقوق الثقافية المنصوص عليها في الدستور».

### السودان
توجد أدلة وافرة على أنه، ولسنوات عديدة، تعرض المسيحيين في الخرطوم وأماكن أخرى في السودان للتحويل الإجباري للإسلام، وأن الأولاد والرجال المسيحيين تعرضوا للختان القسري. والأمثلة على ختان أولاد قبيلة الدينكا قسراً، في التسعينات والألفينات، معروفة من سياق العبودية التقليدية، ما زالت وباء مستوطناً في السودان.

### أوغندا
أصدر كاباكا موانجا -عام 1885- أمراً بقتل الأسقف جايمس هانينجتون والعديد  من المسيحيين المحليين. خلال الفترة التي تلت ذلك، تسببت الأسلمة في ختان العديد من المسيحيين قسراً.
وكما ناقشت عالمة الإنسانيات سوزيت هيلد وغيرها من العلماء، فإن الجيسو (أو باحيشو) في أوغندا «يفخرون بأنهم لا يتهاونون مع الرجال غير المختونين.» ولهذا السبب، فإن أي ولد أو رجل في مجتمع جيسو استطاع أن يهرب من طقوس الختان (تسمى إمبالو) يواجه احتمالية تعرضه للختان قسراً.
أفادت فويس أوف أميركا، في إشارة إلى عملية الختان : " يواجه الرجال غير المختونين من الباجيشو الازدراء، وغير مرحب بهم في المجتمع، وفي أغلب الأوقات يفشلون في إيجاد زوجات من النساء المحليات. ويحظى هذا بدعم من كل الباحيشو ومن ضمنهم النساء اللاتي يبلغن عن الرجال غير المختونين لشيوخ القبيلة. من العادات ألا يهرب أي ذكر من الطقوس، بغض النظر عن مكان إقامته، أو ماذا يفعل، أو أي نوع من الأمن لديه.
في عام 2004، أبلغت زوجة عن زوجها غير المختون –وهو أب لسبعة أطفال- ، للمسؤولين عن الختان بالقبيلة، فأسروه وختنوه قسراً. قال ضابط محلي أن السلطات لم تستطع التدخل في طقس ثقافي. وقعت بعض عمليات الختان القسري في سبتمبر 2006، ويونيو 2008. في هذه الحالات، وافقت  عائلات الضحايا على الختان. تعتبر الجماعات القبلية الأخرى في أوغندا، والمؤسسة الأوغندية لمبادرة حقوق الإنسان، أن الختان القسري انتهاكاً لحقوق الإنسان. أدانت الحكومة الأوغندية، وجمعية القانون الأوغندية الحادث، لكن رفض الضحية توجيه الاتهام.

### أستراليا
مازال الختان التقليدي يمارس في بعض المناطق القبلية في أستراليا. يدعي عالم الإنسانيات واللغويات بيتر ساتون أن القانون يطبق بطريقة منقوص، معلقاً على الختان القسري وغياب تطبيق القانون في المستوطنات النائية : «صار الختان اللاإرادي مقبولاً على نطاق واسع منذ أمد بعيد، على أنه أمر واقع خارج نطاق القانون الأسترالي».
في أوخر عام 1996 كان إروين بروكدايل، وعمره 34 عاما، يحتسي الشراب مع مجموعة من الأستراليون الأصليون على ضفاف نهر في أقصى شمال كوينزلاند. بعد أن أغمي عليه، تحسست امرأة من المجموعة بنطاله، واكتشفت أنه غير مختون، وقالت لرفاقها «اجعلوه رجلاً». حاولوا ختانه بزجاجة جعة مكسورة. انتهى الحال بروكدايل في المشفى، أدين أحد المعتدين بتهمة التسبب في جرح محظور، وحصل بروكدايل على مبلغ قدره 100000 دولار تعويضاً عن الصدمة العصبية.

### مناطق جغرافية أخرى

#### تفكك يوغوسلافيا
وفقاً لميليتسا ز. بوكمان، كان تفكك يوغوسلافيا "عنيفاً للغاية، نتج عنه حالي مليوني لاجئ، وأكثر من 100000 قتيل، وأدلة على الاغتصاب الجماعي، والخوزقة، وتقطيع الأوصال، والختان قسرياً. "أفادت وزارة الخارجية الأميركية، أن المسلمون وقوات المجاهدين غير النظامية «دائماً ما قاموا بعمليات ختان قاسية، مشوهة، وغير طبية، على جنود صرب البوسنة.» تعرض جندي عمره 18 عام، من صرب البوسنة «للختان بوحشية، لدرجة أنه في نهاية المطاف اضطروا لبتر العضو بأكمله»